# AH-64 Apache

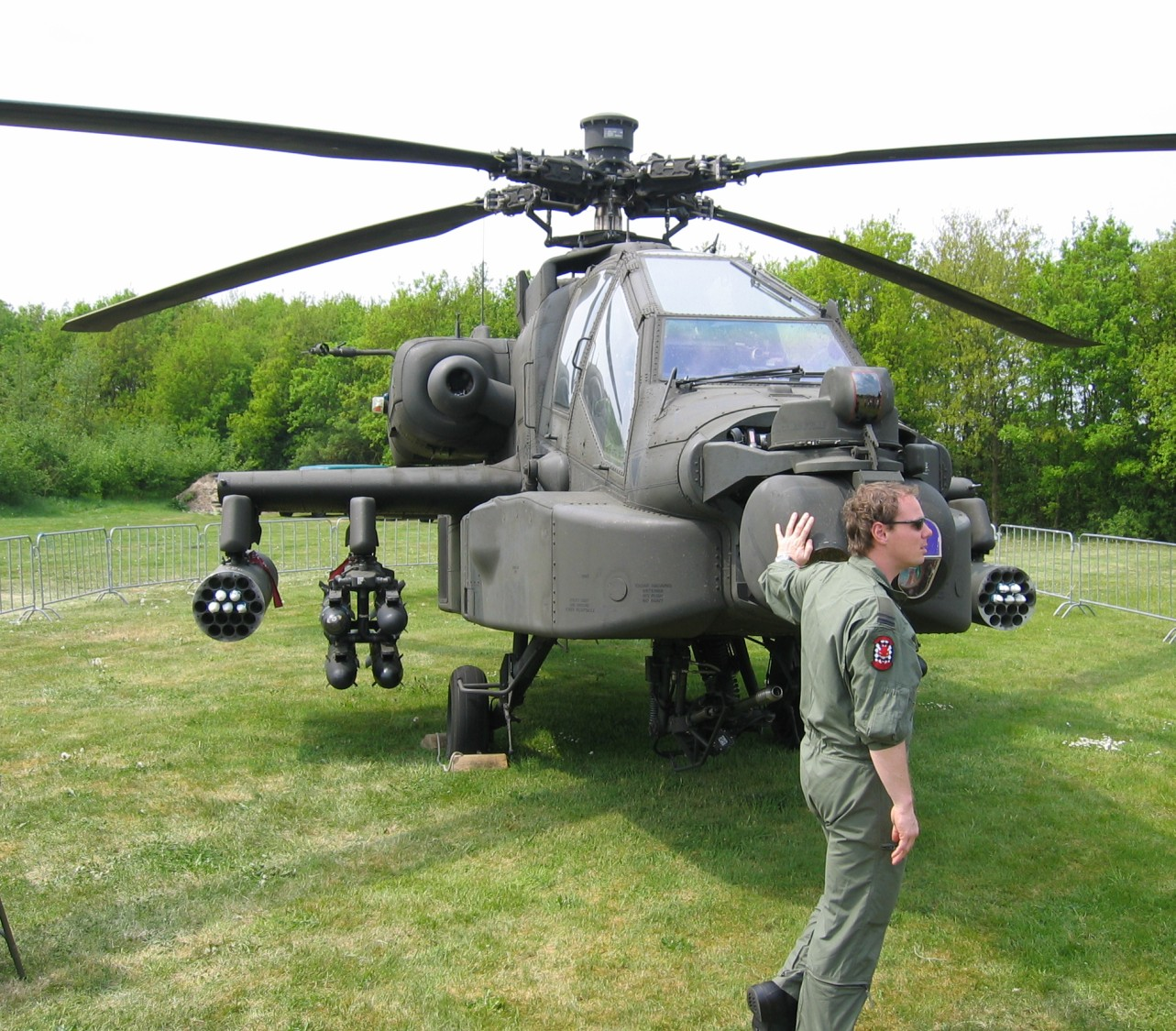
De AH-64D Apache

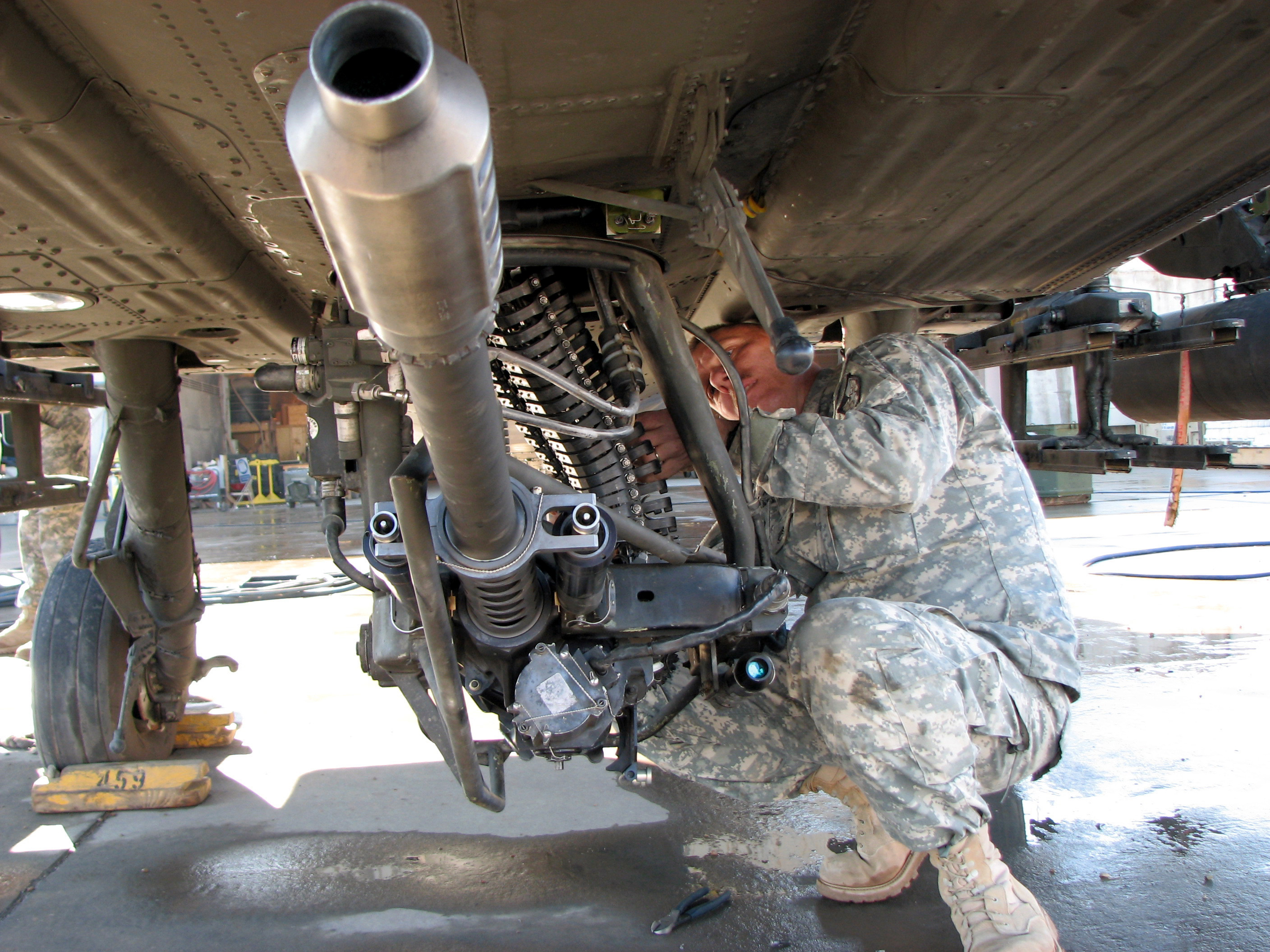
Het 30 mm kanon (M230 Chain gun) onder de romp

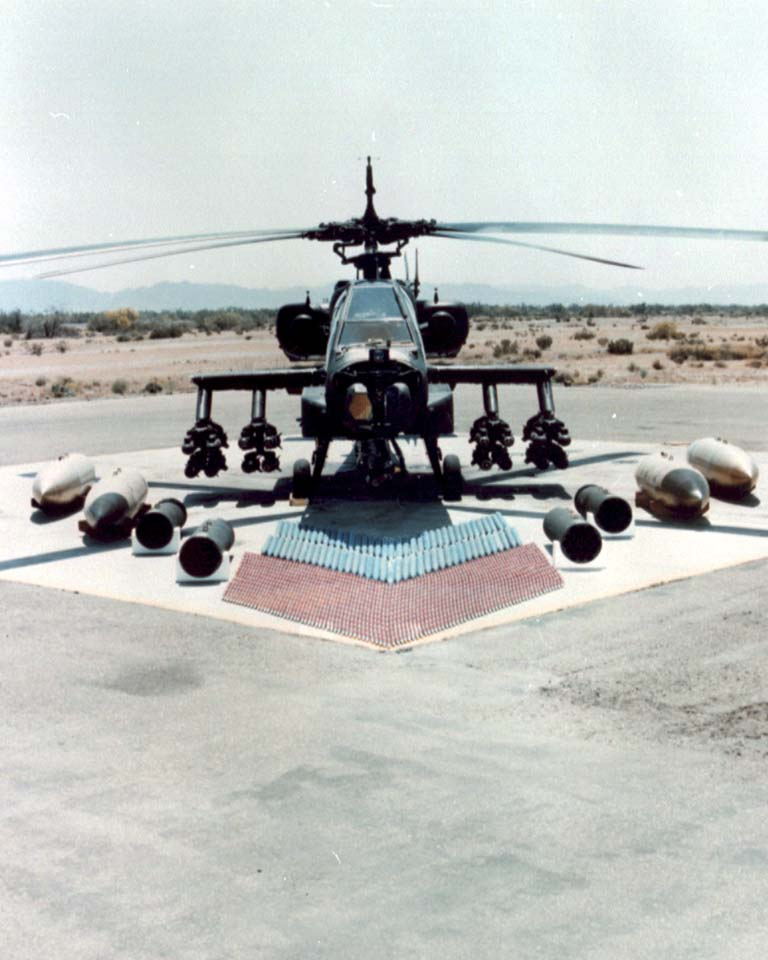
AH-64 Apache met mogelijke bewapening

De Boeing Defense & Space Industries (vroeger Hughes en McDonnell Douglas) AH-64 Apache is de belangrijkste gevechtshelikopter van de Amerikaanse strijdkrachten.
Het toestel werd aanvankelijk ontworpen met één missie; vernietiging van allerlei gronddoelen.
Door een geïntegreerd informatiesysteem, waarbij informatie op het vizier van de helm wordt geprojecteerd, kan het toestel overdag, ’s nachts en in slechte weersomstandigheden worden ingezet.
Hij blijkt in zijn toepassing echter veelzijdiger te zijn en afhankelijk van het oplopend geweldsspectrum waarin het toestel wordt ingezet kunnen zijn missies bestaan uit:
- het optreden als gewapende verkenner.
- het uit de lucht bewaken van gebieden.
- het escorteren van belangrijke konvooien.
- het geven van luchtsteun aan eigen grondtroepen.
- het uitschakelen van allerlei (on)gepantserde gronddoelen.

De Apache werd in de Verenigde Staten in gebruik genomen ter vervanging van de verouderde AH-1 Cobra en doet eveneens dienst in Egypte, Engeland, Griekenland, Israël, Japan, Koeweit, Nederland, Saudi-Arabië, Singapore en de Verenigde Arabische Emiraten.
De AH-64 is uitgerust met moderne avionica als doelzoekapparatuur, nachtzichtapparatuur, radarstoorzender, infrarood afweersysteem en gps. Het belangrijkste onderdeel is het Target Acquisition and Designation System (TADS). Hiermee kunnen doelen op zicht en met infrarood worden gevonden, waarna ze met een laser worden aangestraald. Ook de IHADSS (Integrated helmet and display sight system) ontwikkeld door Honeywell. De IHADSS heeft een 40 ° 30 ° gezichtsveld in een monoculaire video-met-symbologie bekijk systeem. De helm display maakt het mogelijk 's nachts NOE navigatie, of onder ongunstige weersomstandigheden, terwijl het elektro-optische head tracking systeem het verkeer regelt van sensoren en wapens. De frontseater kan met deze IHADSS ook zijn FLIR (Forward Looking Infrared) bekijken en hiermee dus ook de wapens bedienen. Dan ziet hij zijn crosshairs (het richtsysteem) over één oog, terwijl hij het ervaart alsof hij het over twee ogen ziet, en ziet dus met zijn hele gezichtsveld de FLIR. Zo werden de meeste gevallen van wapeninzet in Afghanistan ook behandeld.
De laser is doelaanwijzer voor de Hellfire-raketten, of voor lasergestuurde bommen van andere toestellen. Dit heeft echter als nadeel dat de Apache een zichtlijn met het doel moet houden, wat hem kwetsbaarder maakt voor vijandelijk vuur.
Bij de AH-64D (Longbow Apache) wordt daarom de TADS gebruikt als back-up, en wordt primair een SHF radar van Westinghouse gebruikt die op de rotorkop is gemonteerd. De Longbow vuurt Hellfire II-raketten af die door middel van een eigen radar zelf hun doel zoeken (het zogenaamde fire and forget principe).
De productie van het toestel loopt nog steeds en er zijn tot 2008 meer dan duizend stuks van geleverd.

## Geschiedenis
De firma Hughes ontwikkelde naar aanleiding van de behoefte aan een nieuwe snelle gevechtshelikopter in 1973 het prototype YAH-64. De firma Bell was met zijn YAH-63 prototype een geduchte concurrent maar viel later af.
De eerste vlucht vond plaats in 1975 en een jaar later werd de YAH-64 gekozen als de nieuw te produceren helikopter. De verdere ontwikkeling en productie startte in 1977 en in 1983 rolden de eerste operationele AH-64A’s van de productielijn.
De AH-64B was een voorgestelde verbeterde versie met nieuwe rotorbladen, radio's, gps. Deze versie is tot 1992 in beperkte mate (250 stuks) geproduceerd.
De AH-64C zou een verdere doorontwikkeling zijn waarbij de resterende A types nagenoeg op de D status werden gebracht; het enige wat deze toestellen dan nog niet hadden was de Longbow radarapparatuur. De productie moest 540 stuks bedragen maar nog niet eens de helft werd daadwerkelijk gerealiseerd. In 1993 werd de productie gestaakt.
De AH-64D Longbow Apache is een vanaf 1997 door de firma Boeing Defense & Space Industries herziene opgewaardeerde versie van de AH-64A. De belangrijkste verschillen zijn hierbij de toegevoegde Fire Control Radar (FCR), het doelaanwijzingsysteem, de Longbow Hellfire II lucht-grond raketten, sterkere General Electric T700-GE-701C motoren en een compleet aangepaste geïntegreerde cockpit.
De AH-64D werd in twee configuraties uitgebracht; de nieuwe AH-64D met alle eerder vermelde specificaties en de beperkte versie (de vroegere AH-64C) zonder de Fire Control Radar, zonder de Radar Frequency Interferometer (RFI) en sterkere motoren maar wel met de overige Longbow voorzieningen en in staat tot het afvuren van Longbow Hellfire II raketten.
De AH-64E Guardian is een vanaf 2012 door de firma Boeing Defense & Space Industries herziene opgewaardeerde versie van de AH-64D. De AH-64E stond voorheen bekend als AH-64D Block III en heeft onder andere sterkere T700-GE-701D motoren.

## Uitrusting en bewapening
De AH-64D is als gevechtshelikopter bij uitstek uitgerust met allerlei vormen van bescherming en defensieve en offensieve bewapening.
Als beschermingsmiddelen is het toestel uitgerust met een Laser warning receiver die bij laseraanstraling waarschuwt; een Radar jammer die vijandelijke radarsignalen stoort zodat detectie erg moeilijk wordt en het AMASE systeem dat geleide raketten (SAM’s) detecteert en reageert met het afschieten van flares (lichtkogels) ter misleiding van hittezoekende raketten.
Ter ondersteuning van de bewapening beschikt het toestel over allerlei sensoren zoals een infraroodcamera voor dag- en nachtzicht; een videocamera die alleen overdag kan worden benut en een laser doelaanwijzer met ingebouwde helmprojectie.
De standaardbewapening wordt gevormd door maximaal zestien stuks AGM-114 Hellfire-antitankraketten gemonteerd in uitwendige containers (pods); maximaal 76 stuks ongeleide 2,75 inch Hydra 70 raketten (eveneens in pods) en de 30 mm M230 Chain gun onder de romp met een voorraad van 1200 patronen.

## Nederlands gebruik
In de periode 1996-2001 had de Koninklijke Luchtmacht twaalf AH-64A Apaches in bruikleen van de US Army.
De dertig geleverde Nederlandse AH-64D-Apaches zijn niet van het type Longbow en hebben dus ook geen Fire Control Radar op de rotorkop, verder hebben ze wel alle vernieuwingen en daarom noemen ze hem ook wel de Radarless Longbow. Ze werden geleverd in de periode 1998-2002 en hebben de registraties Q-01 t/m Q-30. De Q-15 en de Q-20 ontbreken in deze serie omdat beide helikopters zijn verongelukt.
Twintig zijn ingedeeld bij het Defensie Helikopter Commando (DHC) van het Commando Luchtstrijdkrachten (CLSK) en vliegen vanaf de Vliegbasis Gilze-Rijen bij het 301 Apache Squadron - "The Redskins". Acht zijn ingedeeld bij 302 Squadron en vliegen vanaf Fort Hood in de Verenigde Staten.
In 1998 en 1999 hebben Nederlandse AH-64-Apaches deelgenomen aan de Stabilization Force (SFOR) in voormalig Joegoslavië.
In 2001 werden Apaches gelegerd in Djibouti om luchtsteun te geven aan Nederlandse mariniers van de UNMEE-vredesmacht in Ethiopië.
In de periode van april 2004 tot april 2005 zijn Apaches ingezet in Irak en in Afghanistan, waar de Q-20 verongelukte.
Vanaf april 2006 zijn opnieuw Apaches ingezet in Afghanistan, Kandahar ten behoeve van ondersteuning van de ISAF-troepenmacht en vanaf oktober 2006 werden Apaches gelegerd op Kamp Holland bij het stadje Tarin Kowt in Uruzgan.
De Q-01 veroorzaakte bij een oefenvlucht in december 2007 een draadaanvaring met een hoogspanningsleiding over de rivier de Waal. Hierdoor kwam de regio Bommelerwaard voor enkele dagen grotendeels zonder stroom te zitten. Het toestel raakte zwaar beschadigd, maar kon een gecontroleerde noodlanding maken.
Sinds mei 2014 vliegen vier Apaches in Mali ten behoeve van de VN missie MINUSMA. Op 17 maart 2015 verongelukte de Q-15 tijdens een schietoefening in Mali. De twee bemanningsleden kwamen daarbij om het leven.
Op 13 november 2017 vloog de Q-29 tegen bliksemafleiders van een hoogspanningsmast bij Culemborg, met een grote stroomstoring tot gevolg.